# Observatoire des espèces à enjeux pour la santé humaine
L'Observatoire des espèces à enjeux pour la santé humaine est un centre national français de ressources créé en 2021, par le ministère des Affaires sociales et de la Santé en partenariat avec le ministère de l'Agriculture et de l'Alimentation, le ministère de l'Écologie et le ministère de l'Intérieur. Le pilotage et l'animation de l'Observatoire sont assurés par FREDON France. Il a pour rôle la coordination des actions de prévention et de lutte contre les espèces à enjeux pour la santé humaine.

## Historique de l'Observatoire
En 2011, les ministères de la Santé, de l'Environnement et de l'Agriculture ont mis en place avec l'Institut national de la recherche agronomique (Inra), un observatoire des ambroisies qui a pour but de renforcer la coordination des moyens de prévention et de lutte contre les ambroisies, espèces exotiques envahissantes originaires d'Amérique du Nord,.
Le 26 avril 2017, le Ministère chargé de la Santé fixe une liste d’espèces végétales dont la prolifération est nuisible à la santé humaine. À cette occasion, il confie le pilotage de l'Observatoire des ambroisies au réseau FREDON France.
En 2021, les missions de l'Observatoire sont étendues au-delà de la gestion des ambroisies : c'est à cette occasion que le nom de l'Observatoire des espèces à enjeux pour la santé humaine est définitivement adopté.

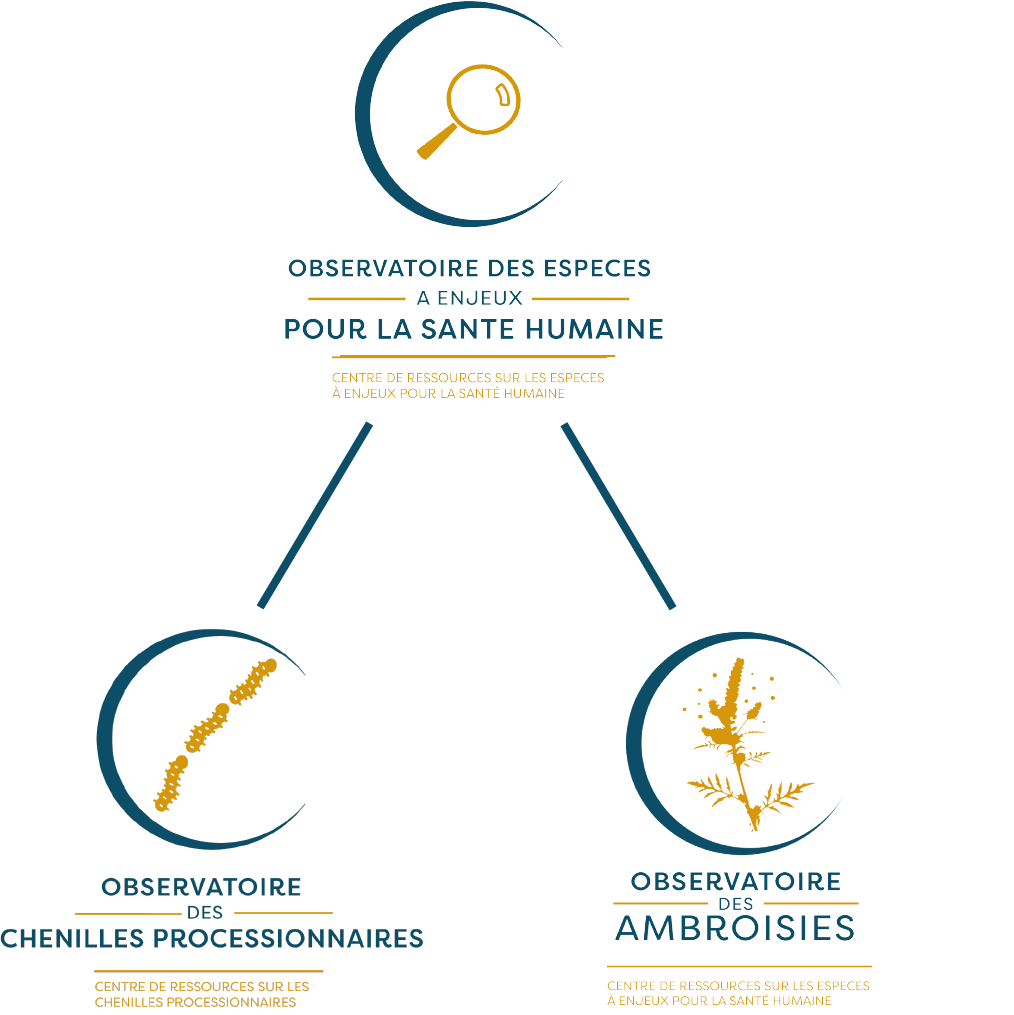
Organigramme.

## Missions
Les missions de l'Observatoire consistent à communiquer et informer les différents publics sur les thématiques des espèces à enjeux pour la santé humaine, favoriser les actions de prévention, de lutte et de formation, et enfin d'appuyer les actions du Ministère chargé de la Santé relatives à ces espèces.

### Observatoire des ambroisies
Le décret du 26 avril 2017 relatif aux espèces végétales dont la prolifération est nuisible à la santé humaine dresse une liste dans laquelle figurent trois espèces d'ambroisies : l'Ambroisie à feuilles d'armoise (Ambrosia artemisiifolia), l'Ambroisie à épis lisses (Ambrosia psilostachya) et l'Ambroise trifide (Ambrosia trifida). L'Observatoire des ambroisies assure la coordination de la lutte contre ces espèces d'ambroisie au niveau national, en mettant en place des actions de communication et d'information (vulgarisation scientifique, techniques de lutte et de prévention, veille scientifique, etc), en mettant en place des formations pour les acteurs sur le terrain (collectivités locales, agriculteurs), en animant un comité technique national composé d'acteurs diverses (agences régionales de santé, agriculteurs, médecins, associations, etc).
Chaque année, du 15 au 30 juin sont organisées les Journées de lutte contre les ambroisies durant lesquelles des animations et actions de préventions sont organisées sur l'ensemble du territoire.

### Observatoire des chenilles processionnaires
En 2021, le décret du 26 avril 2017 est étendu aux espèces animales. Le Ministère chargé de la santé ajoute ainsi deux espèces à la liste des espèces à enjeux pour la santé humaine : les processionnaires du pin (Thaumetopoea pityocampa) et les processionnaires du chêne (Thaumetopoea processionea). À cette occasion est créé un Observatoire des chenilles processionnaires. Ses missions sont analogues à celles de l'Observatoire des ambroisies (actions de communication, formation, lutte, animation d'un comité technique, etc.).

### Arrêté du 4 septembre 2020
Le 4 septembre 2020, l'État fait voter un arrêté rendant obligatoire, pour les distributeurs et vendeurs de végétaux, la mise à disposition d'informations préalables à l'acte d'achat concernant les espèces susceptibles de porter atteinte à la santé humaine. Il confie à l'Observatoire la mission d'informer sur les plantes vendues présentant un risque pour la santé humaine en cas de contact, d'ingestion ou causant des allergies respiratoires,,.

### Autres espèces à enjeux
Les missions de l'Observatoire s'étendent par ailleurs à d'autres espèces représentant un enjeu pour la santé humaine incluant par exemple les moustiques tigres (Aedes albopictus).